# Trema (plant)
Trema is een geslacht van groenblijvende bomen uit de hennepfamilie (Cannabaceae). De soorten komen voor in (sub)tropische regio's van Zuid-Azië, Noord-Australazië, Afrika, Zuid-Amerika, Centraal-Amerika en delen van Noord-Amerika.
Bij Trema-soorten komen Rhizobium-stikstofwortelknolletjes voor.

## Soorten
- Trema andersonii (Planch.) Byng & Christenh.
- Trema angustifolium (Planch.) Blume
- Trema cannabina Lour.
- Trema cubense Urb.
- Trema discolor (Brongn.) Blume
- Trema domingense Urb.
- Trema eurhynchum (Miq.) Byng & Christenh.
- Trema humbertii J.-F.Leroy
- Trema lamarckianum (Schult.) Blume
- Trema levigatum Hand.-Mazz.
- Trema melastomatifolium (J.J.Sm.) Byng & Christenh.
- Trema micranthum (L.) Blume
- Trema nitidum C.J.Chen
- Trema orientale (L.) Blume
- Trema parviflorum (Miq.) Byng & Christenh.
- Trema politoria (Planch.) Blume
- Trema simulans (Merr. & L.M.Perry) Byng & Christenh.
- Trema tomentosum (Roxb.) H.Hara
- Trema vieillardii (Planch.) Schltr.

... · 
Cannabis (Hennep) · 
Celtis (Netelboom) · 
Humulus (Hop) · 
Trema · 
...